# Leukoplast
Kao kromoplasti tako su i leukoplasti bez klorofila, pa zbog toga ni oni nemaju sposobnost za asimilaciju CO2. Osim toga leukoplastima nedostaju i drugi pigmenti, pa su - za razliku od kromoplasta - posve bezbojni.
Leukoplasti mogu često pod utjecajem svjetla pozeleniti. Nisu rijetki ni slučajevi prijelaznih forma između leukoplasta i kloroplasta. U biljnim se stanicama vrlo često susreću maleni blijedozeleni plastidi, koji predstavljaju prijelazne oblike.
Obično su leukoplasti i manji od kloroplasta. Tako su npr. u epidermi lista nalaze često maleni leukoplasti, dok u unutrašnjim dijelovima listova postoje razmjerno mnogo veći kloroplasti. Bezbojni leukoplasti iz epiderme mogu se smatrati za zakržljale oblike kloroplasta, tj. za plastide, čiji je rast i razvoj zbog posebnih okolnosti bio zapriječen.
Velik broj leukoplasta ima posebnu funkciju stvaranja rezervnih tvari poputškroba. Škrobna zrnca iz gomolja krumpira, koja predstavljaju rezervne tvari, nastaju baš pod utjecajem ove vrste plastida. Zbog toga nazivamo takve leukoplaste amiloplastima. Kod mnogih nižih organizama, koji nemaju plastide, pa prema tome ni leukoplaste, kao što su npr. modrozelene alge, bakterije i gljive, stvara se rezervna tvar umjesto škroba.